# 54.ª Feira do Livro de Porto Alegre

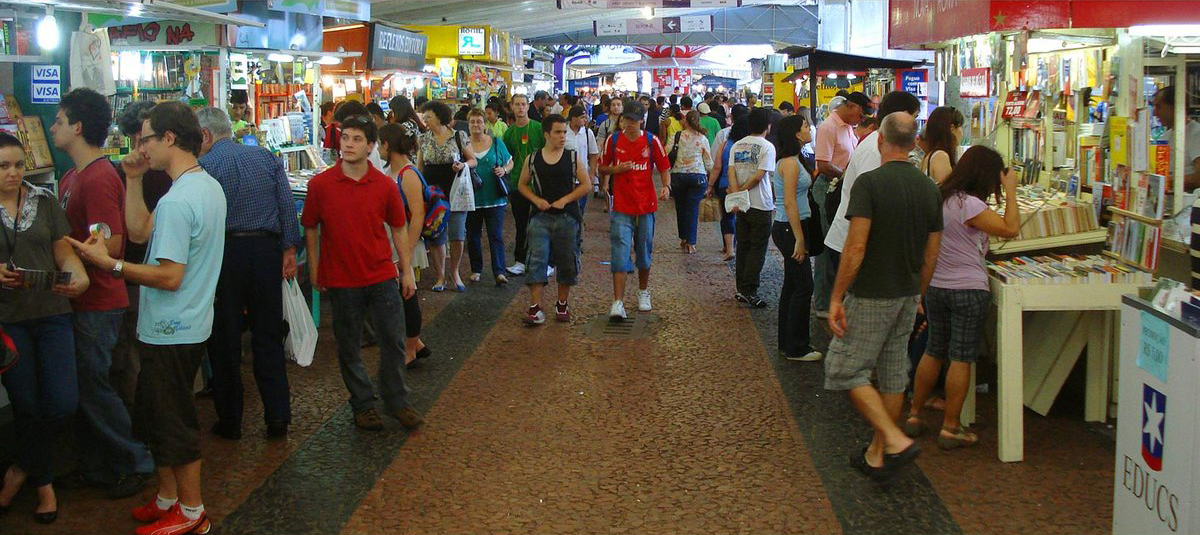
Feira do Livro de 2008

A 54ª Feira do Livro de Porto Alegre ocorreu entre os dias 31 de outubro e 16 de novembro de 2008, realizada na Praça da Alfândega, Centro Cultural CEEE Erico Verissimo, Memorial do Rio Grande do Sul, Santander Cultural e o Cais do Porto de Porto Alegre.

## Patrono
O Patrono desta edição foi o escritor Charles Kiefer. Kiefer é natural de Três de Maio, Rio Grande do Sul e nasceu no ano de 1958. Kiefer é formado em Letras e tem mestrado em Literatura pela Pontifícia Universidade Católica do Rio Grande do Sul. Kiefer ganhou o Prêmio Jabuti de Literatura em 1985, 1993 e 1999.

## Estado homenageado
Nesta edição não houve um país homenageado, já que a Colômbia, país escolhido para tal honraria, declinou o convite devido ao fato deste país ser homenageado pela Feira Internacional do Livro de Santiago no Chile. Assim, foi escolhido o estado de Pernambuco estado homenageado.